# Rapporto peso-volume
Il Rapporto peso/volume (Weight/Volume Ratio) è un parametro usato in logistica per calcolare le tariffe di trasporto di una data merce. Questo rapporto è espresso in kg/m3 o come proporzione fra il volume ed il peso, senza indicare l'unità di misura.
In tutti i contratti che fanno riferimento al peso, esiste una clausola che riguarda il rapporto peso/volume, in base alla quale si assume come peso tassabile (sul quale si applica quindi la tariffa) il maggiore fra: 
- il peso reale, compreso imballo;
- il peso convenzionale ottenuto moltiplicando il volume della spedizione, compreso imballi, per il rapporto peso/volume fissato dal vettore.

In tabella è riportato il calcolo del rapporto peso/volume più usato per tre diversi mezzi di trasporto.
| Mezzo di trasporto              | rapporto peso/volume | proporzione |
| ------------------------------- | -------------------- | ----------- |
| noleggio di container marittimi | 1 m3 = 1000 kg       | 1 : 1       |
| trasporto su camion             | 1 m3 = 333 kg        | 1 : 3       |
| trasporto aereo                 | 1 m3 = 167 kg        | 1 : 6       |

Il calcolo sul prezzo da pagare, ad esempio sul trasporto aereo, si basa sulla seguente equazione indipendentemente che si consideri il peso o il volume: Lunghezza (cm) x larghezza (cm) x altezza (cm) / 6000 (pari al peso del volume in kg).
In ambito logistico esistono appositi strumenti (bilance volumetriche e sistemi peso volume) che permettono di rilevare peso e dimensioni degli oggetti (colli, pallet ecc) e di conseguenza calcolarne il costo per il trasporto.